# 頂客族
丁客（英語: DINK / DINKY）是一個1950年代起源於歐美、在1980年代傳入亞洲的生活型態名詞，由英文DINK音譯而來，亦翻為頂客族，或是丁克家庭。DINK是「Dual（或Double） Income, No Kids」的首字母縮略字，意為“雙薪水、無子女”的夫妻。

## 定義
頂客族除了雙薪水、無子女的明顯定義之外，還有一些普遍特徵：常見於發達國家和地區；夫妻雙方身体健康而主動不生育，且平均教育文化程度較高。雙薪通常指兩份相當高的薪水，但也有兩份微薄的薪水。
頂客家庭的關鍵在於夫妻同心，都能接受終身無子女的生活。
頂客族在今日已經是許多不同領域學者研究的方向，過去僅在行銷或人口觀察上流行，但今日在健康醫療方面也逐漸探討了頂客族的健康問題，並大多集中在女性身上，例如在20幾歲是頂客族的家庭，到了中年忽然間很想要孩子，高齡產婦的比例增高。
此外，也有不少小家庭雖不養小孩，卻養了寵物，並與寵物培養出深刻的親情，造成了頂客族裡有相當高的比例愛好寵物，和寵物美容、保養等風潮。這樣的頂客族也叫做頂寵。

## 論點
1. 時代的發展，令人們的思想觀念漸漸多元化，認為結婚生子不是人生必經之路。
2. 國家福利制度的齊全完善，令養兒防老的舊觀念逐漸過時淘汰（此情況在歐洲尤其常見）。
3. 女性的經濟日漸獨立和文化程度提高，使得女權意識日漸覺醒。
4. 現代育兒成本過高，如果不能優生優育，那麼寧缺毋濫。
5. 覺得人生苦短、非常煩亂，不願讓孩子也來承受世事之苦，類似於反出生主義的哲學。
6. 更樂意執著于事業之樂。
7. 兩人世界也可以很快樂，此已足矣。
8. 在自己對婚姻生活還沒有十足的把握時，不想要孩子。
9. 覺得不嚮往天倫之樂，沒有兒女承歡可以活得很充實。
10. 現代婚姻的許多真人真事足以證明生孩子其實不是鞏固婚姻的方法。
11. 覺得生了孩子，孩子只會變壞，只會忤逆父母。
12. 認為人口密度過高不適合生育。
13. 在階級體制下，不想受到不平等階級關係的剝削與壓迫，作為消極的抵抗或階級鬥爭，即「躺平的韭菜不好割」的概念。[2]

### 頂客家庭的利與弊
家庭變遷、觀念多元是社會變遷的縮影。隨著時代的發展，頂客家庭能被越來越多的人理解和相信，而且頂客族的一個顯著貢獻是有利於緩解人口過剩所引發的許多社會問題，如資源緊張、競爭殘酷等等。
不過，也有些人認為生育率的日漸降低不利于對人類的繁殖生息，人口老龄化也是社会问题之一（尤其是发达国家和地区长年严重）；也有醫學界人士提出，女性在其一生中如果有一次完整的生育過程，就能提高免疫力，不生育不利於身體健康。
家庭具有生產、生育、教育、宗教、社教化等多種功能，生育不再是家庭最重要的功能，這的確是一種進步，不同背景，不同經歷的人可以根據自己的人生觀、價值觀和理想憧憬來選擇自己的家生活方式，這也是令社會越來越多人可理解的；不過孕育兒女有時可以使夫妻雙方心理更加健康，在孕育生命的過程中可以體會更深刻的人生哲理，從養育子女的辛苦中理解父母的恩情。
同時，不少醫生發現，近年來超過35歲的高齡產婦越來越多，其中不乏年輕時立志不生育、到了中年隨著夫妻情感變化而「反悔」的人，俗稱“悔丁”、“白丁”。
然而，養育子女所需要的時間和心力，並非人人都有能力負擔。現今社會轉變快速，競爭激烈，子女教育、課餘活動的養育成本也較從前多，兒童和青少年承受的心理壓力也比從前大。某些地區的教育政策又經常改變，前景不明朗，令人不敢生育。有些人本身已經因為生活壓力而精神緊張，甚至有情緒問題，生育不但增加他們的心理壓力，還可能對下一代的身心發展有不良影響。
而且，由於現代婚姻的不穩定性越來越明顯，離婚之後的家庭破碎或者雖然沒離婚、但家庭氣氛壓抑煩亂，這些對於孩子的傷害往往非常痛苦的，「童年定終身」，很多破碎家庭及不幸家庭的孩子往往容易內心受挫、抑鬱內向、對婚姻產生劇烈恐懼等等。